# Melanostoma sylvarum
Melanostoma sylvarum är en tvåvingeart som beskrevs av Hull 1941. Melanostoma sylvarum ingår i släktet gräsblomflugor, och familjen blomflugor.
Artens utbredningsområde är Madagaskar. Inga underarter finns listade i Catalogue of Life.